# التسلسل الزمني لكأس الكؤوس الأوروبية
كأس الكؤوس الأوروبية (بالإنجليزية: UEFA Cup Winners' Cup)‏ أو كما عرفت بعدها كأس أبطال الكؤوس الأوروبية (بالإنجليزية:  European Cup Winners' Cup)‏ هي مسابقة كرة قدم للأندية الأوروبية أنشئت في عام 1960، وتم الاعتراف بها بعد سنتين من تأسيسها من قبل الاتحاد الأوروبي لكرة القدم، واستمر بتنظيمها إلى أن تم إلغائها في عام 1999، ودمجها مع بطولة كأس الاتحاد الأوروبي تحت مسمى دوري أوروبا (بالإنجليزية: Europa League)‏. وكانت الأندية الفائزة بالكؤوس المحلية (مثل بطل كأس إنجلترا وكأس الاتحاد الإنجليزي في إنجلترا) تتأهل لتخوض منافسات هذه البطولة.
اعتبرت كأس الكؤوس الأوروبية كثاني أفضل بطولة كرة قدم أوربية بعد بطولة دوري أبطال أوروبا. على الرغم من تكبير الصحافة لحجم هذه البطولة إلا أن مستوى البطولة بشكل عام كان أقل من كأس الاتحاد الأوروبي. خلال تاريخ البطولة، لم يستطع أي فريق أن يحافظ على لقبه، فكانت كل نسخة تشهد بطلاً جديداً. في موسم 1985-1986، تم حظر مشاركة الأندية الإنجليزية في بطولات الاتحاد الأوروبي لكرة القدم، بعد أحداث كارثة ملعب هيسل، الأمر الذي حال دون مشاركة نادي إيفرتون في بطولة دوري أبطال أوروبا على الرغم من فوزه بثنائية الدوري وكأس الكؤوس الأوروبية في عام 1985.
منذ موسم 1972، كان الفائز باللقب يلاقي بطل كأس الأندية الأوروبية البطلة (حالياً دوري أبطال أوروبا) على لقب كأس السوبر الأوروبي. لكن بعد إلغاء المسابقة في 1999، حل بطل كأس الاتحاد الاوروبي بدلاً لبطل كأس الكؤوس الأوروبية للمنافسة على لقب كأس السوبر الأوروبي.
منذ تأسيسيها في 1960 ولغاية انحلالها في 1999، كانت البطولة تلعب بنظام خروج المغلوب، وكانت المباراة النهائية تلعب مباراة واحدة في ملعب محايد. لكن النسخة الأولى للبطولة كانت الاستثناء الوحيد حيث لعب المباراة النهائية من جولتين، وفاز بها نادي نادي فيورنتينا الإيطالي على نادي رينجرز الإسكتلندي بنتيجة 4-1 بمجموع المبارتين، وكان ذلك في نهائي عام 1961. ومثلما كان أول فريق يفوز يظفر باللقب من إيطاليا، كذلك كان نادي لاتسيو الإيطالي آخر فريق فاز في باللقب في عام 1999 عندما تغلب على ريال مايوركا بنتيجة 2-1.

## التسلسل الزمني

### من 1960 – 1970
أول نسخة في العقد الأول ومن البطولة كانت عام 1961 وكان البطل فيورنتينا الإيطالي على رينجرز الأسكتلندي .

ثاني نسخة في العقد الأول ومن البطولة كانت عام 1962 وكان البطل أتلتيكو مدريد الإسباني على فيورنتينا الإيطالي .